# Ośrodek Zapasowy 25 Dywizji Piechoty
Ośrodek Zapasowy 25 Dywizji Piechoty (OZ 25 DP) – oddział piechoty Wojska Polskiego, nie istniejący w czasie pokoju.

## Formowanie i organizacja
Ośrodek Zapasowy 25 Dywizji Piechoty nie istniał w organizacji pokojowej Wojska Polskiego. Był Jednostką mobilizowaną zgodnie z planem mobilizacyjnym „W”, w II rzucie mobilizacji powszechnej. Jednostką mobilizującą Ośrodek Zapasowy 25 Dywizji Piechoty był 29 pułk Strzelców Kaniowskich. Ośrodek miał być formowany według organizacji wojennej L.3010/mob.org., ukompletowany zgodnie z zestawieniem specjalności oraz uzbrojony i wyposażony zgodnie z wojennymi należnościami materiałowymi. W skład ośrodka zapasowego ramowo wchodziło:
- dowództwo ośrodka zapasowego,
- kompania gospodarcza ośrodka zapasowego,
- kompania podchorążych rezerwy ośrodka zapasowego,
- trzy bataliony ośrodka zapasowego po trzy kompanie strzeleckie i jednej kompanii ckm,
- pluton przeciwpancerny ośrodka zapasowego,
- pluton pionierów ośrodka zapasowego,
- pluton łączności ośrodka zapasowego,
- pluton zwiadowców ośrodka zapasowego[3].

Po zmobilizowaniu wszystkich jednostek przewidzianych planem "W" w ramach mobilizacji alarmowej, w koszarach 29 pSK w Kaliszu, 56 pułku piechoty w Krotoszynie i 60 pułku piechoty w Ostrowie Wielkopolskim pozostała nadwyżka rezerwistów. Nadwyżki te sformowano w Oddziały Zbierania Nadwyżek poszczególnych pułków piechoty. 30 sierpnia skierowano OZN 56 pp w sile ok. 1000-1500 żołnierzy pod dowództwem mjr. Czesława Lewińskiego i OZN 60 pp do Kalisza, gdzie rozpoczęto wstępne formowanie OZ 25 DP, czasowo pod dowództwem ppłk. Józefa Stanisława Haluta, który jednocześnie dowodził OZN 29 pSK w Kaliszu. Z posiadanych nadwyżek w Kaliszu sformowano I batalion z OZN 29 pSK, II batalion z OZN 56 pp, III batalion z OZN 60 pp. Dodatkowo podjęto formowanie ze wszystkich nadwyżek: IV batalionu dla pododdziałów specjalnych pułku (zwiadowcy, pionierzy, łącznościowcy, przeciwpancerniacy, artylerzyści), V batalionu kandydatów do szkoły podoficerskiej, oraz zawiązek V batalionu dla wracających ze szpitali ozdrowieńców. Po wybuchu wojny załadowano do transportów kolejowych OZ 25 DP i 2 września podjęto ich transport do planowanej siedziby Ośrodka Zapasowego 25 DP w Kielcach. Od 1 września etatowy dowódca OZ 25 DP ppłk Teofil Kosiński przebywał już w Kielcach, gdzie miał przejąć obiekty na siedzibę Ośrodka. Skład osobowy OZ 25 DP był słabo uzbrojony, posiadał też niekompletne wyposażenie.

### Obsada dowódcza OZ 25 DP
- dowódca - ppłk Teofil Kosiński
- adiutant ośrodka - ppor. J. Barczyk
- oficer sztabu - ppor. Józef Tobasiewicz
- oficer sztabu - ppor. Marian Kulczycki
- dowódca OZN 60 pp - NN
- dowódca OZN 56 pp - mjr Czesław Lewiński
- dowódca OZN 29 pSK - ppłk Józef Stanisław Haluta[8]

## Działania OZ 25 DP
Transporty w większości przybyły do Kielc w ciągu 3 września. Z uwagi na zmianę sytuacji strategicznej i przerwanie obrony prawego, północnego skrzydła Armii „Kraków” w rejonie Częstochowy, po południu 3 września ppłk Teofil Kosiński otrzymał rozkaz od organizującej się pod dowództwem płk dypl. Kazimierza Glabisza Grupy „Kielce” zorganizowania improwizowanego III batalionu 154 pułku piechoty. Zadaniem tej grupy było zamknięcie w Górach Świętokrzyskich szosy Kraków-Radom i osłona koncentrującego się Południowego Zgrupowania odwodowej Armii „Prusy”. Dowódcą improwizowanego III batalionu dla uzupełnienia 154 pp został kpt. Jan Tyliński, dwie kompanie strzeleckie, kompania ckm i pluton łączności sformował OZ 25 DP, a jedną kompanię strzelecką utworzono z nadwyżek 4 pułku piechoty Legionów. Dodatkowo do Ośrodka docierali rezerwiści powołani z mobilizacji powszechnej powołani bezpośrednio do OZ 25 DP w Kielcach. Wykorzystano na potrzeby ośrodka również koszary. 4 września wobec zagrożenia Kielc przez niemieckie natarcie, ppłk Kosiński otrzymał rozkaz z dowództwa OK X wycofania się na wschód z OZ 25 DP. Część OZ 25 DP, w tym część OZN 29 pSK w trakcie podróży do Kielc, została zbombardowana w okolicach Radomia, gdzie została wyładowana z transportu kolejowego. Grupa ta również wymaszerowała na wschód 8 września. Główne siły OZ 25 DP były wielokrotnie atakowane przez niemieckie lotnictwo, dotarły one 11 września do Zamościa. Skąd zgodnie z rozkazem marszu na tzw. „Przedmoście rumuńskie” do Małopolski Wschodniej, wydanym przez Naczelnego Wodza marszałka Edwarda Rydza-Śmigłego, podjęła tam dalszy marsz. Główne siły OZ 25 DP 15 września dotarły do Zborowa stan wynosił ok. 2300 oficerów i szeregowych. Następnie pomaszerował w kierunku do Ottynia, docierając 17 września do rejonu Łanczyn, Sadzawka. W trakcie marszu część żołnierzy dotarła do granicy rumuńskiej i węgierskiej, którą przekroczyła. Część dostała się do niewoli sowieckiej. Część OZ 25 DP po wymarszu z Radomia 8 września, dotarła 15 września do miasta Kopiczyńce, gdzie 17 września w sile ok. 200 oficerów i szeregowych dostała się do niewoli sowieckiej.           

### Walki batalionu bojowego (III/154 pp) sformowanego w OZ 25 DP
Na podstawie rozkazu oficera do zleceń Naczelnego Wodza płk. dypl. Kazimierza Glabisza z będących na miejscu w Kielcach oddziałów, w tym OZ 25 DP podjęto przyspieszone działania mobilizacyjne mające na celu sformowanie oddziałów bojowych. W dniu 3 września na odprawie o godz. 13.00 ppłk Teofil Kosiński do obrony rejonu Kielc dla potrzeb formowanej Grupy „Kielce” otrzymał zadanie sformowania improwizowanego batalionu bojowego dla ukompletowania mobilizowanego w Kielcach niepełnego 154 pp. Z najlepiej uzbrojonych i wyposażonych żołnierzy Ośrodka sformowano improwizowany III batalion 154 pp. W składzie:
- dowódca batalionu - kpt. Jan Nepomucen Tyliński
- dowódca 1 kompanii strzeleckiej (OZ 25 DP) - kpt. Jarosław Poterejko
  - dowódca I plutonu - por. Alfred Mularski
  - dowódca II plutonu - ppor. Feliks Mańkowski
  - dowódca III plutonu - ppor. Jan Jaworski
- dowódca 2 kompanii strzeleckiej (OZ 25 DP) - NN
- dowódca 3 kompanii strzeleckiej (nadwyżki 4 pp Leg) - por. Mieczysław Albin Rukściński
- dowódca kompanii ckm (OZ 25 DP) - NN[14][8]

Batalion został sformowany pospiesznie do wieczora 4 września, pomimo nalotów bombowych lotnictwa niemieckiego. Wieczorem wyruszył z Kielc wraz ze 154 pp w kierunku północnym. 154 pp pod dowództwem ppłk. Aleksandra Idzika zajął pozycje mając w pierwszym rzucie I batalion, który zajął stanowiska po obu stronach szosy Skarżysko Kamienna-Kielce na południe od wsi Dąbrowa ze wsparciem 7 baterii 55 pułku artylerii lekkiej. W drugim rzucie rozwinięty został III batalion 154 pp kpt. Jana Tylińskiego, w rejonie lasu Wiśniówka. W przypadku natarcia miał przedłużyć lewe skrzydło I/154 pp. 1 kompania kpt. Poterejki zajęła stanowiska po obu stronach szosy do Skarżyska Kam. i Radomia dwoma plutonami i trzecim w odwodzie, na lewo od 1 kompanii zajęła stanowiska 2 kompania. 3 kompania por. Rukścińskiego obsadziła rejon Stara Wieś-Mąchchocice Kapitulne Dolne i zamykała przejście na grzbiecie Masłów. Główne siły III batalionu zostały wzmocnione armatą ppanc.. Po zdobyciu Kielc przez oddziały niemieckiej 2 Dywizji Lekkiej, część jej oddziałów przy wsparciu artylerii i czołgów zaatakowała 5 września I/154 pp, który odparł niemieckie natarcie. III batalion był intensywnie ostrzeliwany przez niemiecką artylerię. 3 kompania por. Rukścińskiego w nocy 5/6 września wykonała udany wypad na Kielce, gdzie wzięto do niewoli jeńców i zniszczono niemieckie samochody. Kolejne natarcie na stanowiska 154 pp podjął oddział niemieckiej 2 DLek. o godz. 2.30 6 września, natarcie niemieckie załamało się przed barykadą na szosie w ogniu I/154 pp, plutonu ppanc. i 4 baterii 55 pal. III batalion bez 3 kompanii w dalszym ciągu stanowił odwód pułku. Od godz. 8.00 niemieckie czołgi i piechota zmotoryzowana przy silnym wsparciu artylerii i ostrzale z broni pokładowej niemieckich samolotów, próbowała przełamać obronę I i III batalionów 154 pp. Ostrzał artylerii i ataki lotnicze powodowały straty osobowe i sprzętu w III batalionie. Ze względu na szerokie obejście obrony Grupy „Kielce” do kontrataku został wyznaczony III batalion, jednak z powodu opanowania przez czołgi niemieckie szosy z Kielc nie mógł jej przekroczyć. Batalion w lesie Dąbrowa na wschód od szosy i na północ od Dąbrowy w godzinach popołudniowych 6 września będąc odcięty od pułku podjął obronę swoich pozycji. Oba pierwszorzutowe plutony 1 kompanii zostały zepchnięte ze stanowisk w głąb lasu. Na zbiórce w lesie z obu kompanii III batalionu zebrano zaledwie jedną kompanię. Dowództwo jej objął kpt. Poterejko, a kpt. Tyliński udał się na poszukiwanie dowódcy pułku po rozkazy. Zebrany w lesie koło kamieniołomu III batalion w sile kompanii, nie miał styczności z nieprzyjacielem. Przed wieczorem 6 września niemiecki oddział zaatakował 3 kompanię por. Rukścińskiego wydzieloną do osłony grzbietów górskich w rejonie Masłowa i Mąchocic. Po krótkiej walce kompania została wyparta ze swoich stanowisk, jej pozostałość dołączyła 7 września do pozostałości III batalionu. W trakcie walk z oddziałami niemieckiej 3 DLek. 6 września w rejonie Krajna i Świętej Katarzyny został również rozbity II batalion 154 pp, którego resztki dołączyły do pozostałości III/154 pp w rejonie Skarżyska Kam. 7 września  z pozostałości obu batalionów i innych grup 154 pp, utworzono batalion zbiorczy 154 pp i podporządkowano 3 Dywizji Piechoty Legionów. 7 września batalion zbiorczy 154 pp stanowił odwód dowódcy 3 DP Leg. płk. Mariana Turkowskiego, 8 września w trakcie walk o Iłżę, batalion nie otrzymał żadnego zadania, stał w lesie na południowy zachód od Iłży. 8 i 9 września w trakcie bitwy pod Iłżą, toczonej przez 3 DP Leg. batalion zbiorczy 154 pp został rozbity i rozproszony. Drobne grupy wraz z innymi oddziałami przebijały się ku Wiśle.